# Luftlandeunterstützungsbataillon 262
Das Luftlandeunterstützungsbataillon 262 (LLUstgBtl 262) mit Standort in Merzig in der Kaserne „Auf der Ell“ war der Luftlandebrigade 26 unterstellt und stellte die Einsatzunterstützung der Luftlandebrigade sicher.

## Aufgaben
Das Bataillon war ein neues Element der Krisenreaktion, welches mit der Aufstellung der Division Spezielle Operationen zum 1. April 2001 wirksam wurde. Es stellte die Einsatzunterstützung der Luftlandebrigade 26 bzw. von Einsatzkräften für „Spezielle Operationen“ im gesamten Aufgabenspektrum der Division sicher. Das Luftlandeunterstützungsbataillon war ein für Luftlandeoperationen ausgebildeter Verband. Die Aufgaben im Einzelnen:
- Versorgung und Nachschub der Truppenteile der Luftlandebrigade 26 bei Übungen / Einsätzen im In- und Ausland
- Sanitätsdienstliche Versorgung im Einsatz in der Behandlungsebene 1 und 2
- Durchführung der Feldinstandsetzung
- Bereitstellung von Kräften zur Kampfmittelbeseitigung
- Ausbildung von Rekruten[2]

## Geschichte
Das Bataillon wurde am 15. Juli 1956 als Luftlandejägerbataillon 19 in Kempten (Allgäu) aufgestellt. Am 3. Juni 1957 ertranken 15 Rekruten bei einer Übung in der Iller bei Hirschdorf (Iller-Unglück). 1959 wurde der Verband in Fallschirmjägerbataillon 262 umbenannt und am 1. Dezember 1960 nach Bad Bergzabern verlegt. 1961 übte das Bataillon in Sardinien als Teil der Allied Command Europe Mobile Force (AMF-L). Am 13. Dezember 1966 wurde das Bataillon nach Oberbexbach und am 12. April 1972 nach Merzig verlegt. 1989 übte das Bataillon zum letzten Mal mit der AMF(L) Brigade „Armada Exchange“ in Italien. 1990 wurde es als erstes Fallschirmjägerbataillon mit „Wieseln“ ausgerüstet. Als besondere Auszeichnung erhielt das Bataillon 1991 den Wappenteller des II. Korps für die größte Anzahl verliehener Leistungsabzeichen im II. Korps. 1993 nahmen Soldaten des Bataillons, ausgerüstet mit Wieseln, an der United Nations Operation in Somalia I (UNOSOM I) in Somalia teil. 1994 wurde das Bataillon in das Fallschirmpanzerabwehrbataillon 262 umgegliedert und umbenannt. 2000 wurden neben der 5./ Fallschirmpanzerabwehrkompanie 262 auch die 4./ als Krisenreaktionskräftekompanie aufgestellt. Beide Kompanien bewiesen in mehreren Evakuierungsübungen einen guten Ausbildungsstand und hohe Professionalität.
Das Bataillon gab 2001 die Fallschirmpanzerabwehrkompanien ab und wurde zum 18. Oktober 2002 als Luftlandeunterstützungsbataillon 262 umgegliedert. Die Kampfkompanien wurden in die anderen Fallschirmjägerbataillone eingegliedert. Die bis zu diesem Zeitpunkt selbständige Luftlandeversorgungskompanie der Luftlandebrigade 26 bildete „das Grundgerüst für die neue zweite und dritte Kompanie des Bataillons“. Die Luftlandesanitätskompanie wurde nach Merzig verlegt und „als vierte Kompanie integriert“. Das Bataillon diente später als „logistische Unterstützung der Brigade im In- und Ausland“.
Im Zuge der Umsetzung des Realisierungsplans „HEER2011“ wurde das Luftlandeunterstützungsbataillon 262 zum 31. März 2015 aufgelöst.
Teile des LLUstgBtl 262 wurden für die Aufstellung der 8./ und 9./ des Fallschirmjägerregiment 26 (FschJgRgt 26) verwendet.

## Maskottchen
Das Maskottchen des Fallschirmjägerbataillons 262 und späteren Luftlandeunterstützungsbataillons 262 war ein Bär. Dafür erwarb der Merziger Wolfsforscher und damalige Angehörige des Bataillons Werner Freund im Jahr 1961 in einer Zoohandlung einen indischen Lippenbären in einem schlechten Gesundheitszustand, der von Freund gesund gepflegt und Alfred getauft wurde. Trotz des Namens war Alfred ein weibliches Tier. Alfred musste später nach einem Angriff an einen Zoo abgegeben werden. Auf Alfred folgte ebenfalls ein indischer Lippenbär namens Charly, später ein Braunbär mit dem Namen Kalinka und dann der Kodiakbär Jonny. Diese Bären wurden von Freund von Hand aufgezogenen, so dass eine enge Bindung mit den Bären entstand und man auch später mit ihnen gefahrlos umgehen konnte.

## Gliederung
Das Bataillon gliederte sich in:
- 1./-  Versorgungs- und Unterstützungskompanie (Merzig)
- 2./-  schwere Luftlandeversorgungskompanie (Merzig)
- 3./-  leichte Luftlandeversorgungskompanie (Merzig)
- 4./-  Luftlandesanitätskompanie (Merzig)
- 5./-  Einsatzunterstützungskompanie (Zweibrücken) (außer Dienst gestellt seit Ende 2012)

## Beschreibung einzelner Kompanien

### Schwere Luftlandeversorgungskompanie
Die 2. Kompanie des Luftlandeunterstützungsbataillons 262 (2./LLUstgBtl 262) ist mit gleichem Auftrag aus der 2002 aufgelösten Luftlandeversorgungskompanie 260 hervorgegangen und damit Keimzelle des Bataillons.
Die 2./LLUstgBtl 262 war die mit Abstand stärkste Kompanie des Bataillons. In ihr dienen annähernd 260 Soldaten und 2 zivile Mitarbeiter, darunter viele hochqualifizierte Spezialisten. Symbol für die Leistungspalette dieser traditionsreichen Kompanie steht das Wappentier, das „springende Känguru“: die Kompanie folgt und ermöglicht der Brigade große Sprünge und führt im vollen Beutel das benötigte Material mit. Die Kompanie ist Hauptträger der logistischen Versorgung der Luftlandebrigade 26. Ihr wesentlicher Auftrag ist es, mit ihren Kräften die erforderliche logistische Unterstützung im gesamten Aufgabenspektrum der Luftlandebrigade 26 „Saarland“ sicherzustellen. Dies umfasst insbesondere die Bereitstellung von Versorgungsgütern aller Art, den schnellen Umschlag über Luftfahrzeuge, den Transport von Material sowie die Instandsetzung von schadhaftem Wehrmaterial. Dazu richtet die Kompanie einen Luftlandeversorgungspunkt (LLVersPkt) ein.
Der Fallschirmgeräte-/Luftumschlagzug des Bataillons verwaltet, lagert, repariert und packt Personen- und Lastenfallschirme sowie Luftfahrtgerät. Instandsetzungsarbeiten werden bis zu der Materialerhaltungsstufe 4 (MES) durchgeführt. Daneben bildet die Kompanie die Fallschirmpacker und das Luftverlade- und Luftverlastepersonal der LLBrig 26 weiter, die ihre Ausbildung an der Luftlande- und Lufttransportschule in Altenstadt in Oberbayern erhalten haben. Die Bataillonskommandeure und der Brigadekommandeur sowie den Einheitsführer unterstützt Personal zur Beratung in Sachen Lufttransport. Die Untersuchung von Fallschirmsprungunfällen obliegt dem Fallschirmprüfoffizier und -feldwebel.
Zur Erfüllung ihrer vielseitigen Aufträge war die Kompanie in folgende Teileinheiten gegliedert: Eine Umschlagstaffel, einen Transportzug, einen Instandsetzungszug, sowie einen Fallschirmgeräteluftumschlagzug. Hier zeigt sich deutlich die Abstammung von der ehemaligen LLVersKp 260, die eine ähnliche Gliederung aufwies.
- Umschlagstaffel: Als größte Teileinheit werden nicht weniger als 5000 verschiedene Artikel bevorratet. Vom Nagel bis zum LKW-Motor reicht die Palette aller gängigen Versorgungsgüter der Brigade. Computergestützt werden über 1.000.000 Anforderungen im Jahr an 7 Bildschirmarbeitsplätzen bearbeitet.
- Transportzug: Mit den geländegängigen LKW mit einer Nutzlast von 10 bzw. 15 Tonnen werden Versorgungsgüter transportiert. Außerdem verfügt die Teileinheit noch über Tankfahrzeuge zum Transport von Kraftstoff.
- Instandsetzungszug: Hier werden Fahrzeuge, Gerät und Waffen für die Brigade repariert. Die fachgerechte Ausführung der Instandsetzungsaufträge wird durch gut ausgebildete Soldaten gewährleistet, die über Qualifikationen wie Kfz-Meister, amtlich anerkannter Prüfer oder Waffenmechaniker verfügen. Instandsetzungsaufträge die durch die Teileinheit nicht ausgeführt werden können, werden an die zivile Wirtschaft in Merzig und Umgebung weitergegeben.
- Fallschirmgeräteluftumschlagzug: Die Teileinheit packt, prüft und repariert Fallschirme und anderes luftfahrzeugtechnisches Gerät und bereitet Mengenverbrauchsgüter (MVG) sowie andere Lasten sowohl zum Absetzen aus Luftfahrzeugen, wie auch als Außenlast an Hubschraubern vor.

Über die angeführten Aufgaben hinaus zeichnete sich ein Großteil der Kompanie in der Vergangenheit in zahlreichen Auslandseinsätzen von Somalia über Afghanistan bis Gabun aus. Hierbei stellte die Kompanie einen Großteil des Vorauskommandos für die jeweiligen Einsätze. Zahlreiche Übungsvorhaben sorgen für die notwendige Einsatzbereitschaft.

### Leichte Unterstützungskompanie
Die 3./LLUstgBtl 262 als leichte Luftlandeversorgungskompanie wurde am 22. Oktober 2002 aufgestellt. Sie bestand aus ca. 100 Soldaten.

### Ausbildungskompanie
Die 5./LLUstgBtl 262 führte als Ausbildungskompanie des Bataillons in 2 AusbZügen mit jeweils 50 Rekruten die Grundausbildung am Standort Zweibrücken durch. Sie wurde Ende 2012 während eines Bataillonsappells außer Dienst gestellt. Seit diesem Zeitpunkt führt das LLUstgBtl 262 keine eigene Grundausbildung neuer Rekruten mehr durch.

## Angehörige des Verbandes
Einer der bekanntesten Soldaten noch im Fallschirmjägerbataillon 262 war der Stabsfeldwebel Werner Freund, der über Jahre hinweg mehrere Wölfe und Bären als das jeweilige Bataillonsmaskottchen führte.